# Mimmiserien
Mimmiserien är en serie barnböcker av Viveca Lärn (tidigare Viveca Sundvall). Huvudpersonen heter Mimmi, och är en flicka i föreskoleåldern, senare tidig skolålder. De berättas i jag-form, vissa av dem som dagbok. Böckerna utgavs under åren 1979–1996.
Mimmi bor med sin familj i Kungälv. Hennes pappa är brevbärare och heter Oskar, och hennes mamma Elin är servitris på restaurang "Gyllene Svanen".
Två TV-serier baserade på böckerna har producerats, En ettas dagbok från 1985 och Mimmi från 1988.

## Böcker
|   | Titel                                                                                    | Utgivningsår |
| - | ---------------------------------------------------------------------------------------- | ------------ |
| 1 | Monstret i skåpet                                                                        | 1979         |
| 2 | En ettas dagbok                                                                          | 1982         |
| 3 | Roberta Karlsson och kungen                                                              | 1983         |
| 4 | Vi smyger på Enok                                                                        | 1985         |
| 5 | Mimmi och kalla handen                                                                   | 1985         |
| 6 | Vingmuttern, min allra bästa vän                                                         | 1986         |
|   | Mimmis bok (Innehåller "En ettas dagbok", "Roberta Karlsson..." och "Vi smyger på Enok") | 1986         |
| 7 | Mimmi och kexfabriken                                                                    | 1988         |
| 8 | Miljonären Mårtenson                                                                     | 1989         |
| 9 | Mimmi får en farfar                                                                      | 1990         |
|   | Mera Mimmi (Innehåller "Vi smyger på Enok" och "Vingmuttern...")                         | 1994         |
|   | Mimmi och Anders (Innehåller "Mimmi och kalla handen" och "Miljonären Mårtensson")       | 1996         |